# 163-й меридіан східної довготи
163-й меридіан східної довготи — лінія довготи, що лежить на 163 градуси східніше Гринвіцького меридіана. Вона проходить від Північного полюса через Північний Льодовитий океан, Азію, Тихий океан, Південний океан та Антарктиду до Південного полюса.
163-й меридіан східної довготи формує велике коло разом із 17-тим меридіаном західної довготи.

## Список географічних об'єктів, що перетинає 163° сх. д.
Починаючи на Північному полюсі та рухаючись до Південного полюса, 163-й меридіан східної довготи проходить через:
| Координати                                                   | Країна, територія або море   | Примітки                                                  |
| ------------------------------------------------------------ | ---------------------------- | --------------------------------------------------------- |
| 90°0′ пн. ш. 163°0′ сх. д. / 90.000° пн. ш. 163.000° сх. д.  | Північний Льодовитий океан   |                                                           |
| 75°37′ пн. ш. 163°0′ сх. д. / 75.617° пн. ш. 163.000° сх. д. | Східносибірське море         |                                                           |
| 69°39′ пн. ш. 163°0′ сх. д. / 69.650° пн. ш. 163.000° сх. д. | Росія                        |                                                           |
| 61°32′ пн. ш. 163°0′ сх. д. / 61.533° пн. ш. 163.000° сх. д. | Охотське море                | Пенжинська губа                                           |
| 60°46′ пн. ш. 163°0′ сх. д. / 60.767° пн. ш. 163.000° сх. д. | Росія                        | Проходить через Камчатський півострів                     |
| 58°56′ пн. ш. 163°0′ сх. д. / 58.933° пн. ш. 163.000° сх. д. | Берингове море               | Карагінська затока                                        |
| 57°50′ пн. ш. 163°0′ сх. д. / 57.833° пн. ш. 163.000° сх. д. | Росія                        | Проходить через Камчатський півострів                     |
| 57°27′ пн. ш. 163°0′ сх. д. / 57.450° пн. ш. 163.000° сх. д. | Берингове море               | Озерна затока[fr]                                         |
| 56°43′ пн. ш. 163°0′ сх. д. / 56.717° пн. ш. 163.000° сх. д. | Росія                        | Проходить через Камчатський півострів                     |
| 56°1′ пн. ш. 163°0′ сх. д. / 56.017° пн. ш. 163.000° сх. д.  | Тихий океан                  |                                                           |
| 5°22′ пн. ш. 163°0′ сх. д. / 5.367° пн. ш. 163.000° сх. д.   | Федеративні Штати Мікронезії | Проходить через острів Косрае                             |
| 5°16′ пн. ш. 163°0′ сх. д. / 5.267° пн. ш. 163.000° сх. д.   | Тихий океан                  | Проходить східніше атола Сікаїана[en], Соломонові Острови |
| 10°42′ пд. ш. 163°0′ сх. д. / 10.700° пд. ш. 163.000° сх. д. | Коралове море                |                                                           |
| 26°37′ пд. ш. 163°0′ сх. д. / 26.617° пд. ш. 163.000° сх. д. | Тихий океан                  |                                                           |
| 60°0′ пд. ш. 163°0′ сх. д. / 60.000° пд. ш. 163.000° сх. д.  | Південний океан              |                                                           |
| 66°42′ пд. ш. 163°0′ сх. д. / 66.700° пд. ш. 163.000° сх. д. | Острови Баллені              | Проходить через острів Бакл (претендує Нова Зеландія)     |
| 66°49′ пд. ш. 163°0′ сх. д. / 66.817° пд. ш. 163.000° сх. д. | Південний океан              |                                                           |
| 70°33′ пд. ш. 163°0′ сх. д. / 70.550° пд. ш. 163.000° сх. д. | Антарктида                   | Проходить через Територію Росса (претендує Нова Зеландія) |
| 75°30′ пд. ш. 163°0′ сх. д. / 75.500° пд. ш. 163.000° сх. д. | Південний океан              | Море Росса                                                |
| 77°4′ пд. ш. 163°0′ сх. д. / 77.067° пд. ш. 163.000° сх. д.  | Антарктида                   | Проходить через Територію Росса (претендує Нова Зеландія) |